# Judith Malina
Judith Malina (Kiel, 4 giugno 1926 – Englewood, 10 aprile 2015) è stata una regista teatrale, attrice e scrittrice statunitense di origine tedesca.
Insieme a Julian Beck ha fondato la compagnia teatrale sperimentale Living Theatre.

## Biografia

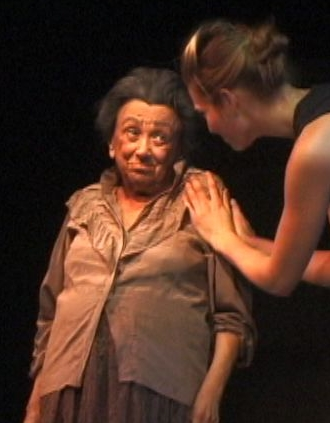
Judith Malina in una produzione del Living Theatre, Maudie and Jane

Figlia di un rabbino e di un'attrice teatrale, emigra con la famiglia negli USA nel 1929. Studia recitazione al Dramatic Workshop di New York sotto la guida di Erwin Piscator. Lì conosce Julian Beck, all'epoca pittore, e con lui fonda nel 1947 il Living Theatre, una compagnia teatrale libertaria e sovversiva.
I due si sono sposati nel 1948 e hanno avuto due figli: Garrick e Isha. Dopo la morte di Beck (avvenuta nel 1985), continua il suo impegno di attrice d'avanguardia, nonché la sua attività pacifista e in favore dei diritti umani. Nel 1988 ha sposato Hanon Reznikov, anch'egli membro del Living Theatre, che morì nel 2008.
Nel 1991 prende parte al film diretto da Barry Sonnenfeld La famiglia Addams (The Addams Family), ispirato ai personaggi della famiglia Addams, creati da Charles Addams, in cui interpreta il personaggio della Nonna.
È morta nel 2015, a 88 anni, per una malattia ai polmoni.

## Opere
- (EN) Paradise Now, con Julian Beck, New York, Pantheon, 1972.
- (EN) The Enormous Despair. Diaries, 1968-'69, New York, Random House, 1972.
- Il lavoro del Living Theatre, con Julian Beck, Milano, Ubulibri, 1982.
- (EN) The Diaries of Judith Malina, 1947-1957, New York, Grove Press, 1984.

## Filmografia parziale

### Attrice
- Flaming Creatures, regia di Jack Smith (1963)
- Candy e il suo pazzo mondo (Candy), regia di Richard Marquand (1968)
- Amore e rabbia, regia di Carlo Lizzani, Bernardo Bertolucci, Pier Paolo Pasolini, Jean-Luc Godard, Marco Bellocchio (1969)
- Quel pomeriggio di un giorno da cani (Dog Day Afternoon), regia di Sidney Lumet (1975)
- Radio Days, regia di Woody Allen (1987)
- Miami Vice - serie TV, episodio 3x15 (1987)
- Il segreto del mio successo (The Secret of My Succe$s), regia di Herbert Ross (1987)
- China Girl, regia di Abel Ferrara (1987)
- Nemici, una storia d'amore (Enemies: A Love Story), regia di Paul Mazursky (1989)
- Risvegli (Awakenings), regia di Penny Marshall (1990)
- La famiglia Addams (The Addams Family), regia di Barry Sonnenfeld (1991)
- Verso il paradiso (Household Saints), regia di Nancy Savoca (1993)
- E.R. - Medici in prima linea (ER) - serie TV, 1 episodio (1996)
- Il Sessantotto. L'utopia della realtà, regia di Ferdinando Vicentini Orgnani - documentario (2006)
- Musica da un'altra stanza (Music from Another Room), regia di Charlie Peters (1998)
- La fontana dell'amore (When in Rome), regia di Mark Steven Johnson (2010)

## Teatro

### Regista
- The Brig (1963, 2007)
- Una giornata nella vita della città, regia di Judith Malina e Hanon Reznikov (Sala Napoleonica dell'Accademia di Brera - produzione Teatridithalia e Teatro Verdi - Milano 1994).

## Discografia
Album
- 2015 - We Are All Holy

## Premi e riconoscimenti
Premio Ubu
1994/1995 - Migliore attrice per Maudie e Jane di Doris Lessing